# Кельмис
Ке́льмис или Ла-Калами́н (нем. Kelmis, фр. La Calamine, валлон. Li Calmene / Calmène, рип. Kelmes) — коммуна в Валлонии, расположенная в провинции Льеж, округ Вервье. Принадлежит Немецкому языковому сообществу Бельгии. На площади 18,12 км² проживают 10 396 человек (плотность населения — 574 чел./км²), из которых 49,12 % — мужчины и 50,88 % — женщины. Средний годовой доход на душу населения в 2003 году составлял 9613 евро.
Почтовый код: 4720—4728. Телефонный код: 087.

## Интересные факты
- С 1816 по 1918 годы Кельмис (в то время назывался Альтенберг) был фактической столицей суверенного территориального образования Мореснет.
- Кельмис является одним из центров изучения эсперанто в Европе.